# Peperomia pseudoalpina
Peperomia pseudoalpina är en pepparväxtart som beskrevs av William Trelease. Peperomia pseudoalpina ingår i släktet peperomior, och familjen pepparväxter. Inga underarter finns listade i Catalogue of Life.